# Echenais senta
Echenais senta är en fjärilsart som beskrevs av William Chapman Hewitson 1853. Echenais senta ingår i släktet Echenais och familjen Riodinidae. Inga underarter finns listade i Catalogue of Life.